# Manuel Almunia
Manuel Almunia Rivero (Pamplona, Navarra, 19 de mayo de 1977) es un exfutbolista español, que también cuenta con la nacionalidad inglesa. Jugaba de guardameta y su último club fue el Watford de la Premier League.

## Trayectoria

### Primeros años
Se formó en el CD Oberena, equipo vinculado al Club Atlético Osasuna. La temporada 97/98 fue el portero titular del filial osasunista, disputando un total de 31 partidos. La cifra disminuyó un año después, alineándose tan solo en 13 encuentros. La temporada 1999/00, pasó a formar parte de la plantilla del primer equipo navarro, aunque terminó cedido al Fútbol Club Cartagena, donde solo disputó tres encuentros. En la siguiente temporada, la 2000/01, fue nuevamente cedido al Centre d'Esports Sabadell, donde realizó una destacada campaña. Pese a empezar de suplente del meta Jordi, acabó jugando un total de 25 partidos (debido a la mala relación de Jordi con su entrenador Mora y a que Manuel Almunia venía cedido del Osasuna con una cláusula en la cual debía de jugar 25 partidos mínimo, si no su contrato lo tendría que pagar el C.E.Sabadell), siendo el portero menos goleado de la Segunda División B esa temporada. Su equipo llegó a disputar, sin éxito, la fase de ascenso a Segunda A.
A raíz de esa gran temporada, aprovechando que debido a su cesión no tenía contrato profesional, Manuel Almunia abandonó en el año 2001 Osasuna para marcharse al Celta de Vigo, sin tener que pagar por su salida del club. No obstante Almunia fue cedido a la SD Eibar, en Segunda División, donde por segundo año consecutivo fue el portero menos goleado de la categoría, obteniendo el Trofeo Zamora.

### Primera división
Estas dos grandes temporadas del meta navarro hace que Almunia pueda gozar de sus primeros partidos en la categoría de oro, aunque no con el conjunto celeste, sino que de nuevo fue cedido, esta vez al Recreativo de Huelva. Con los andaluces, la progresión de Almunia se estancó, ya que no gozó de muchos minutos (tan solo dos partidos de liga y uno de Copa del Rey). 
En la temporada 2003/04 Almunia recala en el Albacete Balompié, donde al igual que en el Sabadell y Recreativo, empezó como suplente, en este caso de Carlos Roa. A mediados de año, el portero argentino se lesionó y Almunia aprovechó la oportunidad de forma excelente, acabando el año como titular indiscutible, con un total de 24 partidos en la Primera división española.

### Arsenal
Tanto fue así que el conjunto londinense del Arsenal FC se fijó en él, donde recaló en la temporada 2004/05, debutando el 27 de octubre de 2004 en un partido de Copa de la Liga. En su primera temporada con los londinenses, Arsène Wenger solo le alineó en partidos de Copa de la Liga y FA Cup. En esta competición tuvo una destacada actuación en los octavos de final, deteniendo dos lanzamientos de penaltis en la tanda de desempate ante el Sheffield United. Su equipo logró pasar la eliminatoria, proclamándose, a la postre, vencedores del torneo, aunque Wenger se decantó por Jens Lehmann como guardameta titular de la final.
La siguiente campaña fue nuevamente suplente del arquero internacional alemán. Sin embargo, la expulsión de este durante la final de la Liga de Campeones de esa temporada, ante el FC Barcelona, le permitió a Almunia disputar gran parte de la final, encajando los dos goles que dieron la victoria al conjunto español.
La temporada 2006/07 fue suplente en la Premier League (disputó un solo encuentro), aunque fue el portero titular en las competiciones domésticas de copa. Defendió el marco de los gunners en la final de la Football League Cup de esa temporada ante el Chelsea FC, que finalmente se llevó el título.
Durante la temporada 2007/08 logró desbancar a Lehmann y convertirse en fijo en el once titular. Sus buenas actuaciones abrieron un debate sobre la posibilidad de que fuese convocado por la Selección de fútbol de Inglaterra, habiendo obtenido el pasaporte británico, el 14 de julio de 2009, cuando se cumplieron cinco años de estancia en Inglaterra, Reino Unido. En varias ocasiones declaró que si le convocase la selección de fútbol de Inglaterra aceptaría.
Durante la temporada 2010/11 pasó a ser suplente, en parte, debido a las lesiones sufridas, como también a la excelente forma
del polaco Wojciech Szczęsny, y tan solo intervino en catorce ocasiones, no obstante, en momentos clave, como cuando mantuvo imbatida la portería en la goleada por 6-0 que infligió el Arsenal al Blackpool; al realizar algunos rechaces vitales en la Copa inglesa contra el Huddersfield Town o en su intervención en el Camp Nou frente al Barcelona en la segunda vuelta de la Liga de Campeones.

### West Ham United

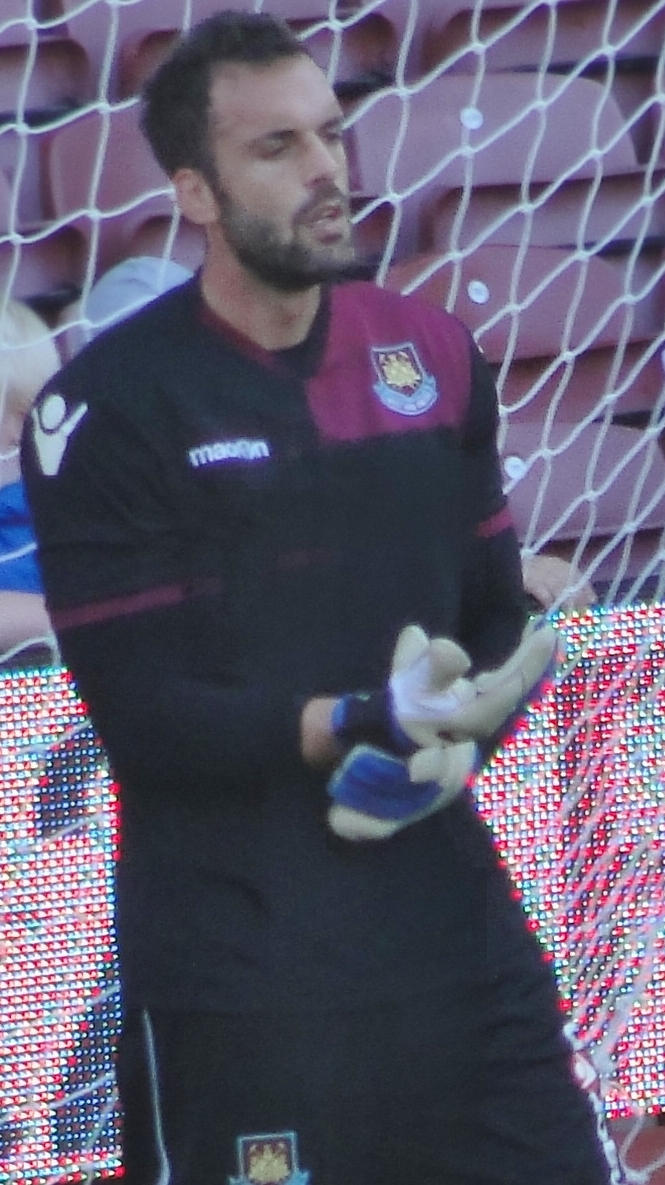
Almunia en calidad de préstamo para el West Ham United

El 30 de septiembre de 2011 fue cedido al también club de Londres West Ham United, debido a la lesión de Robert Green que lo alejaría de las canchas por seis semanas. Almunia debutó el 1 de octubre de 2011 en el empate de visita por 2–2 ante Crystal Palace. A fines de octubre de ese mismo año, luego de cuatro encuentros con el West Ham y la recuperación de Robert Green, regresó al Arsenal.
Tras su regreso no jugó ni un solo partido, y en mayo de 2012 rescindió su contrato.

### Watford
Llegó libre al Watford para la temporada 2012/13. Fue una de las piezas claves del equipo en toda la temporada. En las semifinales de los Playoffs de ascenso ante el Leicester City, salvó a su equipo del gol de Anthony Knockaert en un penalti de último minuto, su equipo salió al contragolpe y marcaron el gol que los llevó a la final de los Playoffs de ascenso en el Estadio de Wembley.

### Retirada
El 27 de agosto de 2014 iba a fichar por el Cagliari Calcio, pero en el reconocimiento médico se le detectó una enfermedad en el corazón y con esto anunció su retirada del fútbol a los 37 años.

## Clubes y estadísticas
Estadísticas actualizadas al 25 de agosto de 2012.
| Club                          | Temporada           | Liga     | Liga  | Copas Nac.* | Copas Nac.* | Copas Inter.** | Copas Inter.** | Total    | Total |
| Club                          | Temporada           | Partidos | Goles | Partidos    | Goles       | Partidos       | Goles          | Partidos | Goles |
| ----------------------------- | ------------------- | -------- | ----- | ----------- | ----------- | -------------- | -------------- | -------- | ----- |
| Osasuna B · España            | 1997/98             | 31       | 0     | -           | -           | -              | -              | 31       | 0     |
| Osasuna B · España            | 1998/99             | 13       | 0     | -           | -           | -              | -              | 13       | 0     |
| Osasuna B · España            | Total               | 44       | 0     | 0           | 0           | 0              | 0              | 44       | 0     |
| Cartagonova · España          | 1999/00             | 3        | 0     | -           | -           | -              | -              | 3        | 0     |
| Cartagonova · España          | Total               | 3        | 0     | 0           | 0           | 0              | 0              | 3        | 0     |
| Sabadell · España             | 2000/01             | 25       | 0     | -           | -           | -              | -              | 25       | 0     |
| Sabadell · España             | Total               | 25       | 0     | 0           | 0           | 0              | 0              | 25       | 0     |
| Eibar · España                | 2001/02             | 35       | 0     | 0           | 0           | -              | -              | 35       | 0     |
| Eibar · España                | Total               | 35       | 0     | 0           | 0           | 0              | 0              | 35       | 0     |
| Recreativo de Huelva · España | 2002/03             | 2        | 0     | 1           | 0           | -              | -              | 3        | 0     |
| Recreativo de Huelva · España | Total               | 2        | 0     | 1           | 0           | 0              | 0              | 3        | 0     |
| Albacete Balompié · España    | 2003/04             | 24       | 0     | 1           | 0           | -              | -              | 25       | 0     |
| Albacete Balompié · España    | Total               | 24       | 0     | 1           | 0           | 0              | 0              | 25       | 0     |
| Arsenal Inglaterra            | 2004/05             | 10       | 0     | 5           | 0           | 1              | 0              | 16       | 0     |
| Arsenal Inglaterra            | 2005/06             | 0        | 0     | 7           | 0           | 6              | 0              | 13       | 0     |
| Arsenal Inglaterra            | 2006/07             | 1        | 0     | 11          | 0           | 2              | 0              | 14       | 0     |
| Arsenal Inglaterra            | 2007/08             | 29       | 0     | 0           | 0           | 9              | 0              | 38       | 0     |
| Arsenal Inglaterra            | 2008/09             | 32       | 0     | 0           | 0           | 12             | 0              | 44       | 0     |
| Arsenal Inglaterra            | 2009/10             | 29       | 0     | 0           | 0           | 7              | 0              | 36       | 0     |
| Arsenal Inglaterra            | 2010/11             | 8        | 0     | 4           | 0           | 2              | 0              | 14       | 0     |
| Arsenal Inglaterra            | 2011/12             | 0        | 0     | 0           | 0           | 0              | 0              | 0        | 0     |
| Arsenal Inglaterra            | Total               | 109      | 0     | 27          | 0           | 39             | 0              | 175      | 0     |
| West Ham United Inglaterra    | 2011/12             | 4        | 0     | 0           | 0           | -              | -              | 4        | 0     |
| West Ham United Inglaterra    | Total               | 4        | 0     | 0           | 0           | 0              | 0              | 4        | 0     |
| Watford Inglaterra            | 2012/13             | 2        | 0     | 0           | 0           | -              | -              | 2        | 0     |
| Watford Inglaterra            | Total               | 2        | 0     | 0           | 0           | 0              | 0              | 0        | 0     |
| Total en su carrera           | Total en su carrera | 248      | 0     | 29          | 0           | 39             | 0              | 316      | 0     |

- (*) Copa del Rey, FA Cup, Copa de la Liga de Inglaterra.
- (**) Liga de Campeones de la UEFA.

## Palmarés

### Campeonatos nacionales
| Título           | Club       | País       | Año  |
| ---------------- | ---------- | ---------- | ---- |
| Community Shield | Arsenal FC | Inglaterra | 2004 |
| FA Cup           | Arsenal FC | Inglaterra | 2005 |

### Distinciones individuales
| Distinción                        | Club                     | Año  |
| --------------------------------- | ------------------------ | ---- |
| Trofeo Zamora de Segunda División | Sociedad Deportiva Eibar | 2002 |